# Ciclismo nos Jogos Pan-Americanos de 2011 - Velocidade individual masculino
A competição de velocidade individual masculino foi um dos eventos do ciclismo de pista nos Jogos Pan-Americanos de 2011 em Guadalajara. Foi disputada no Velódromo Pan-Americano nos dias 18 e 19 de outubro.

## Calendário
Horário local (UTC-6).
| Data          | Horário | Fase             |
| ------------- | ------- | ---------------- |
| 18 de outubro | 11:30   | Qualificação     |
| 18 de outubro | 17:00   | Oitavas-de-final |
| 18 de outubro | 17:35   | Repescagem       |
| 18 de outubro | 18:45   | Quartas-de-final |
| 19 de outubro | 16:00   | Semifinal        |
| 19 de outubro | 16:45   | Final            |

## Medalhistas
| Ouro   | VEN Hersony Canelón |
| Prata  | COL Fabián Puerta   |
| Bronze | TRI Njisane Phillip |

## Resultados

### Qualificação
Os 12 ciclistas com os melhores tempos se classificaram para as oitavas-de-final.
| Pos. | Ciclista            | País                  | Tempo  | Obs. |
| ---- | ------------------- | --------------------- | ------ | ---- |
| 1    | Njisane Phillip     | TRI Trinidad e Tobago | 9.977  | Q,   |
| 2    | Michael Blatchford  | USA Estados Unidos    | 9.983  | Q    |
| 3    | Fabián Puerta       | COL Colômbia          | 9.985  | Q    |
| 4    | Hersony Canelón     | VEN Venezuela         | 10.006 | Q    |
| 5    | James Watkins       | USA Estados Unidos    | 10.058 | Q    |
| 6    | Jonathan Marín      | COL Colômbia          | 10.092 | Q    |
| 7    | Leandro Botasso     | ARG Argentina         | 10.122 | Q    |
| 8    | Flávio Cipriano     | BRA Brasil            | 10.188 | Q    |
| 9    | Ángel Pulgar        | VEN Venezuela         | 10.230 | Q    |
| 10   | Jonathan Gatto      | ARG Argentina         | 10.313 | Q    |
| 11   | Rubén Horta         | MEX México            | 10.359 | Q    |
| 12   | Alejandro Mainat    | CUB Cuba              | 10.426 | Q    |
| 13   | Cristopher Mansilla | CHI Chile             | 10.601 |      |
| 14   | Carlos Carrasco     | MEX México            | 10.719 |      |

### Oitavas-de-final
Os vencedores de cada corrida se classificaram para as quartas-de-final enquanto os perdedores disputaram para a repescagem.
| Bateria | Pos. | Ciclista           | País                  | Tempo  | Obs. |
| ------- | ---- | ------------------ | --------------------- | ------ | ---- |
| 1       | 1    | Njisane Phillip    | TRI Trinidad e Tobago | 10.690 | Q    |
| 1       | 2    | Alejandro Mainat   | CUB Cuba              |        |      |
| 2       | 1    | Rubén Horta        | MEX México            | 11.407 | Q    |
| 2       | 2    | Michael Blatchford | USA Estados Unidos    |        |      |
| 3       | 1    | Fabián Puerta      | COL Colômbia          | 10.473 | Q    |
| 3       | 2    | Jonathan Gatto     | ARG Argentina         |        |      |
| 4       | 1    | Hersony Canelón    | VEN Venezuela         | 11.022 | Q    |
| 4       | 2    | Ángel Pulgar       | VEN Venezuela         |        |      |
| 5       | 1    | James Watkins      | USA Estados Unidos    | 10.549 | Q    |
| 5       | 2    | Flávio Cipriano    | BRA Brasil            |        |      |
| 6       | 1    | Jonathan Marín     | COL Colômbia          | 10.549 | Q    |
| 6       | 2    | Leandro Botasso    | ARG Argentina         |        |      |

### Repescagem
Os vencedores de cada corrida se classificaram para as quartas-de-final.
| Bateria | Pos. | Ciclista           | País               | Tempo  | Obs. |
| ------- | ---- | ------------------ | ------------------ | ------ | ---- |
| 1       | 1    | Ángel Pulgar       | VEN Venezuela      | 10.392 | Q    |
| 1       | 2    | Alejandro Mainat   | CUB Cuba           |        |      |
| 1       | 3    | Leandro Botasso    | ARG Argentina      |        |      |
| 2       | 1    | Michael Blatchford | USA Estados Unidos | 10.449 | Q    |
| 2       | 2    | Jonathan Gatto     | ARG Argentina      |        |      |
| 2       | 3    | Flávio Cipriano    | BRA Brasil         |        |      |

### Quartas-de-finais
| Bateria | Pos. | Ciclista           | País                  | Tempo  | Obs. |
| ------- | ---- | ------------------ | --------------------- | ------ | ---- |
| 1       | 1    | Njisane Phillip    | TRI Trinidad e Tobago | 10.252 | Q    |
| 1       | 2    | Michael Blatchford | USA Estados Unidos    |        |      |
| 2       | 1    | Ángel Pulgar       | VEN Venezuela         | 10.520 | Q    |
| 2       | 2    | Rubén Horta        | MEX México            |        |      |
| 3       | 1    | Fabián Puerta      | COL Colômbia          | 10.367 | Q    |
| 3       | 2    | Jonathan Marín     | COL Colômbia          |        |      |
| 4       | 1    | Hersony Canelón    | VEN Venezuela         | 10.500 | Q    |
| 4       | 2    | James Watkins      | USA Estados Unidos    |        |      |

### Semifinal
| Bateria | Pos. | Ciclista        | País                  | Tempo  | Obs. |
| ------- | ---- | --------------- | --------------------- | ------ | ---- |
| 1       | 1    | Hersony Canelón | VEN Venezuela         | 10.210 | Q    |
| 1       | 2    | Njisane Phillip | TRI Trinidad e Tobago |        |      |
| 2       | 1    | Fabián Puerta   | COL Colômbia          | 10.739 | Q    |
| 2       | 2    | Ángel Pulgar    | VEN Venezuela         |        |      |

### Disputa de 5º ao 8º lugar
| Pos. | Ciclista           | País               | Tempo  | Obs. |
| ---- | ------------------ | ------------------ | ------ | ---- |
| 5    | James Watkins      | USA Estados Unidos | 10.637 |      |
| 6    | Rubén Horta        | MEX México         |        |      |
| 7    | Michael Blatchford | USA Estados Unidos |        |      |
| 8    | Jonathan Marín     | COL Colômbia       |        | DNS  |

### Final
| Pos.                           | Ciclista        | País                  | Corrida 1 | Corrida 2 | Corrida 3 |
| ------------------------------ | --------------- | --------------------- | --------- | --------- | --------- |
| Corrida pela medalha de ouro   |                 |                       |           |           |           |
| Medalha de ouro                | Hersony Canelón | VEN Venezuela         | 10.435    | 10.653    |           |
| Medalha de prata               | Fabián Puerta   | COL Colômbia          |           |           |           |
| Corrida pela medalha de bronze |                 |                       |           |           |           |
| Medalha de bronze              | Njisane Phillip | TRI Trinidad e Tobago | 10.935    | 10.507    |           |
| 4                              | Ángel Pulgar    | VEN Venezuela         |           |           |           |

Legenda
| Recorde mundial                  | Recorde mundial (World record)               |                       | Recorde africano                      | Recorde africano (African) |                                           | Q | Classificado por posição (Qualified) |
| Recorde dos Jogos Pan-Americanos | Recorde pan-americano (Pan-American record)  | Recorde da América    | Recorde da América (Americas)         | q                          | Classificado por melhor tempo (Qualified) |   |                                      |
| Melhor marca do ano              | Melhor marca do ano (World leading)          | Recorde asiático      | Recorde asiático (Asian)              | DNS                        | Não largou (Did not start)                |   |                                      |
| Recorde nacional                 | Recorde nacional (National record)           | Recorde europeu       | Recorde europeu (European)            | DNF                        | Não terminou (Did not finish)             |   |                                      |
| Recorde pessoal                  | Recorde pessoal do atleta (Personal best)    | Recorde da Oceania    | Recorde da Oceania (Oceania)          | DSQ / DQ                   | Desclassificado (Disqualified)            |   |                                      |
| Recorde da temporada             | Recorde da temporada do atleta (Season best) | Recorde sul-americano | Recorde sul-americano (South America) | NM                         | Sem marca (No mark)                       |   |                                      |